# 灵境胡同站
灵境胡同站是一个位于中国北京市西城区金融街街道与西长安街街道交界西单北大街、灵境胡同、辟才胡同交叉口，属于北京地铁4号线的地铁车站，规划时曾有备选名称甘石桥站。

## 位置
该站位于西单北大街同辟才胡同－灵境胡同交汇口北。

## 结构
该站为地下车站，岛式站台设计，本站月台南端设有一条单渡线，共有4个出入口：A（西北）、B（东北）、C（西南）、D（东南）。
| 地面层          | 出入口                            | A—D出入口                        |
| 地下一层 站厅层 | 站厅                              | 票务服务、自动售票机、一卡通充值 |
| 地下二层 站台层 |                                   | █ 4号线往安河桥北（西四）        |
| 地下二层 站台层 | 岛式站台，左側開门                |                                  |
| 地下二层 站台层 | █ 4号线往天宫院（大兴线）（西单） |                                  |

## 出入口
|                       |                    |                                                |      |                |
| 编号                  | 指示               | 建议前往的目的地                               | 照片 | 无障碍设施图片 |
| 出口 · B              | 西单北大街（东侧） | 北京市市政市容管理委员会、西城区西长安街少年宫 |      | 不適用         |
| 出口 · C · 升降机标志 | 西单北大街（东侧） | 老佛爷百货、西单商场                           |      |                |
| 出口 · D              | 西单北大街（西侧） | 西单大悦城                                     |      | 不適用         |
| 註： 設有             |                    |                                                |      |                |